# Rover 400

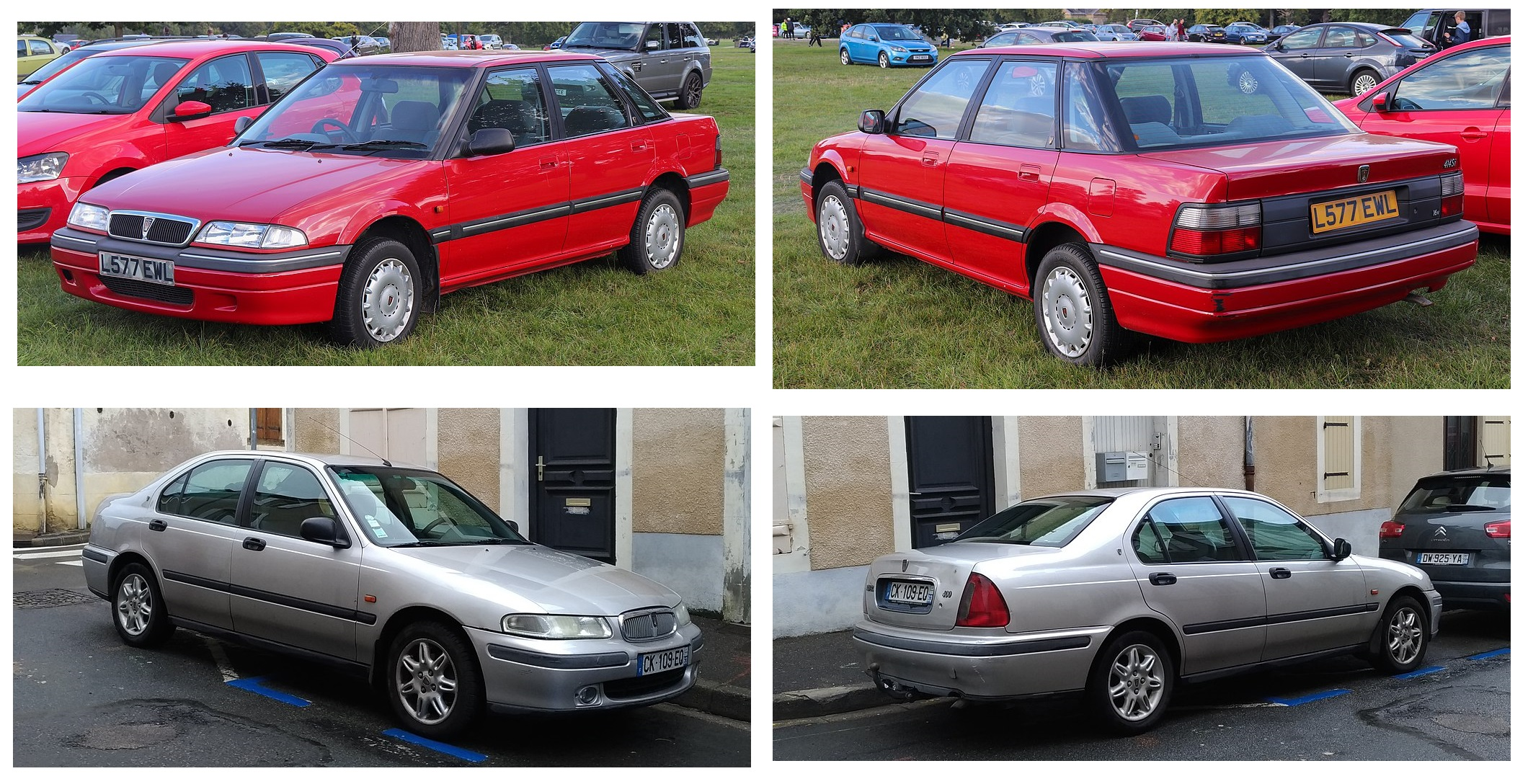
La série Rover 400.

La Rover 400 est une gamme d'automobile compacte fabriquée par l'ancien constructeur anglais Rover de 1990 à 1999 dans l'usine de Longbridge. Elle sera lancée en 1990 (R8) puis en 1995 (HH-R). Elles sont remplacées en 1999 par la Rover 45. Elle était produite en collaboration avec Honda car la première génération était produite sur la base de la Concerto et la seconde génération sur celle de la Domani.

## Historique
La 400 de Rover, se décline en deux générations. Elle ne succède à aucun véhicule et sera remplacée par la 45.

### Fin de carrière
La 400 ayant du mal à se faire une place dans le segment très disputé des compactes en Europe, et sa carrosserie trois volumes étant, dans ce type de gabarit, de moins en moins adaptée à la demande, la direction prend, dès 1998, la décision de la remplacer. Des séries limitées "Marine" ou encore "Héritage" font, alors, leur apparition.
La Rover 400 termine sa carrière en août 1999. Elle est alors sensiblement modifiée et prend l'appellation de Rover 45. La Rover 200 change également de nom lors de son restylage et devient Rover 25.

### Résumé de la 400
- Avril 1990 : lancement et commercialisation du modèle berline Type R8 ;
- 1993 : lancement de la phase 2 (Type R8) ;
- 1995 : arrêt du Type R8. Lancement et commercialisation du Type HH-R ;
- 1997 : lancement de la phase 2 (Type HH-R) ;
- Août 1999 : arrêt définitif du Type HH-R et de la Série 400.

| Générations            | Production | Dérivés de chez Rover | Modèles similaires |
| ---------------------- | ---------- | --------------------- | ------------------ |
| 400 R8 (1990 - 1995)   |            | Montego               |                    |
| 400 HH-R (1995 - 1999) |            | Aucun                 |                    |

## 1regénération - 400 R8(1990 - 1995)
La Rover 400 Type R8 a été produite de 1990 à 1995 et recevra un restylage entre 1992 et 1993. Elle a été remplacée par la Rover 400 (HH-R).

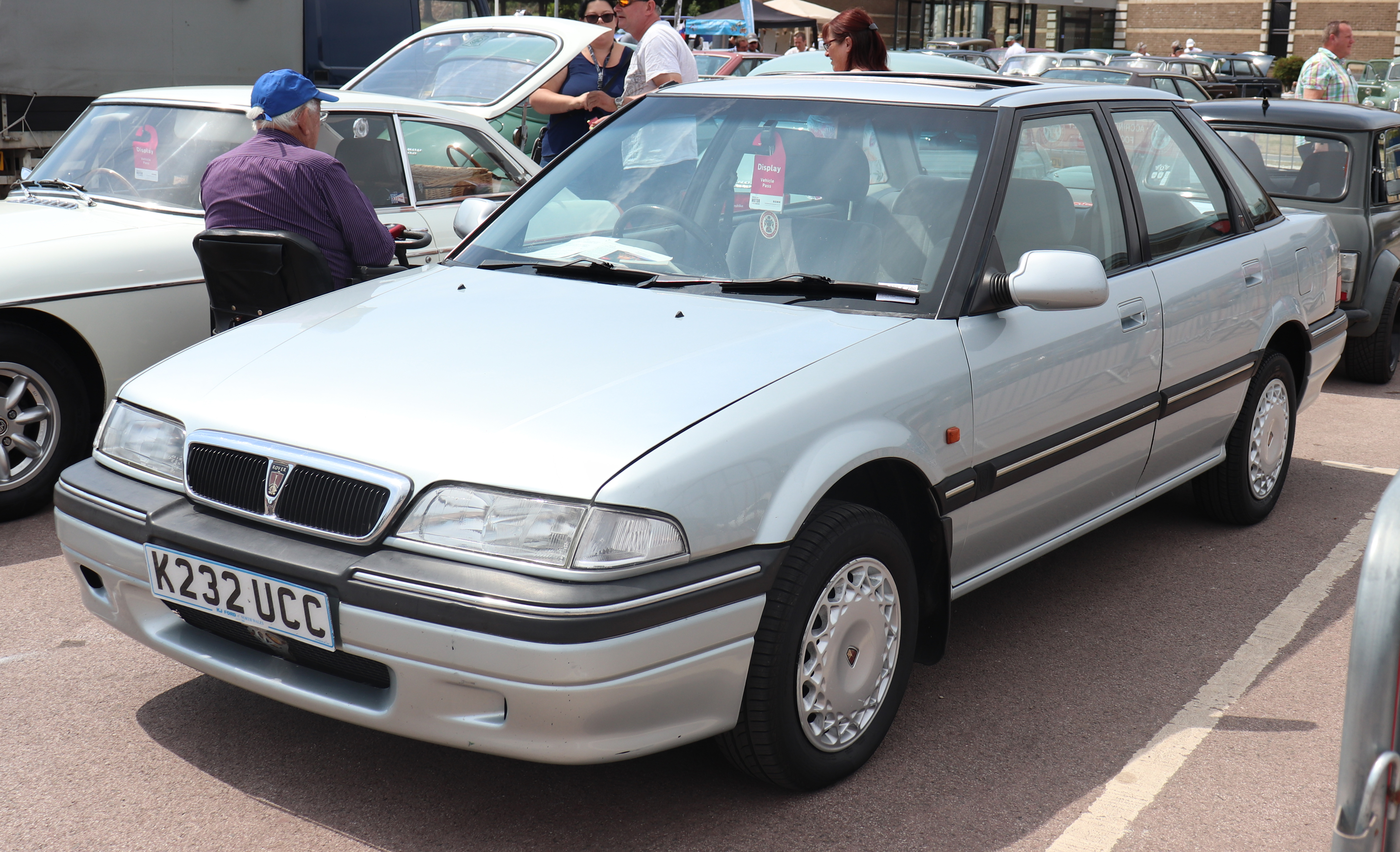
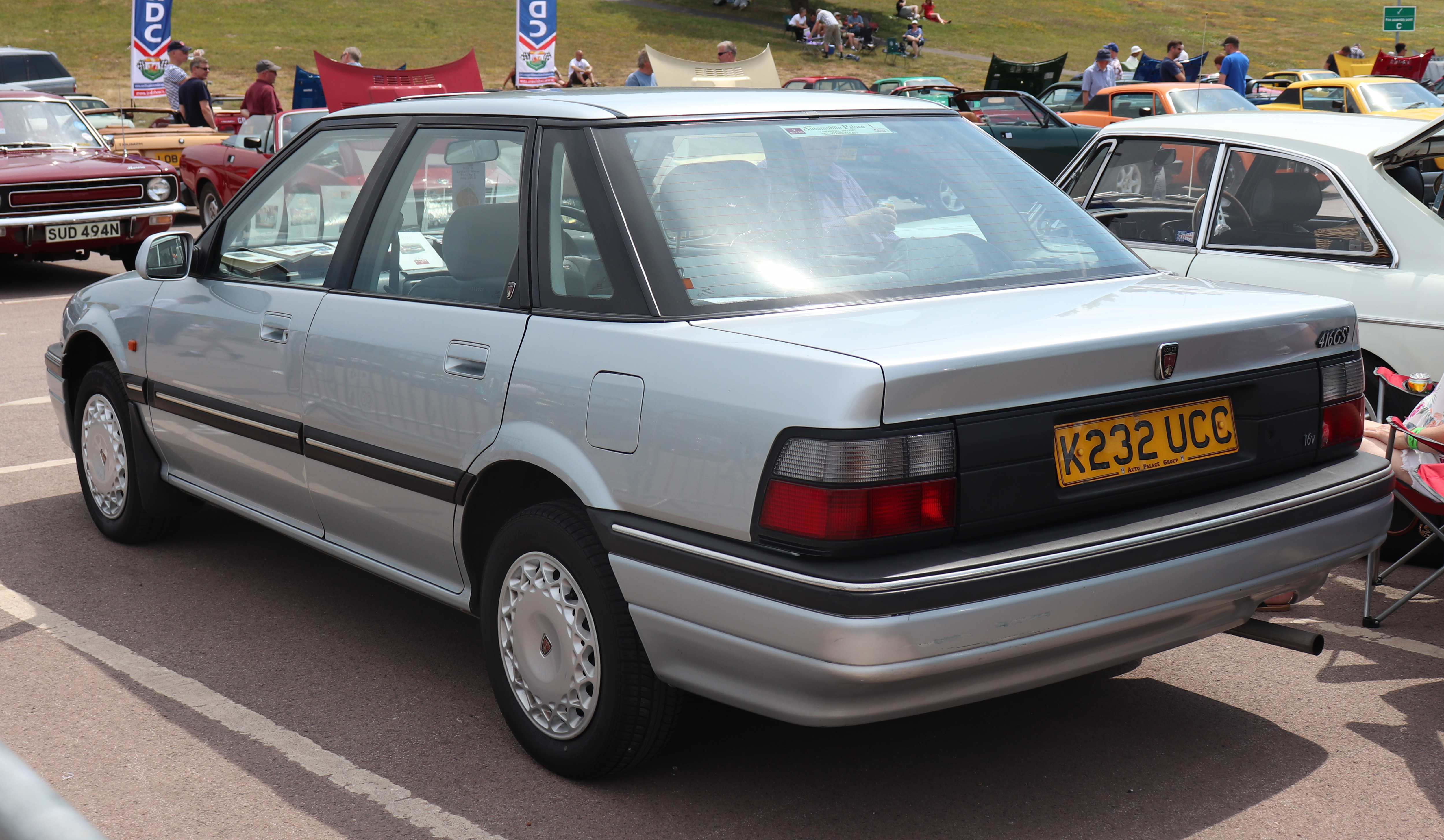

### Phase 1

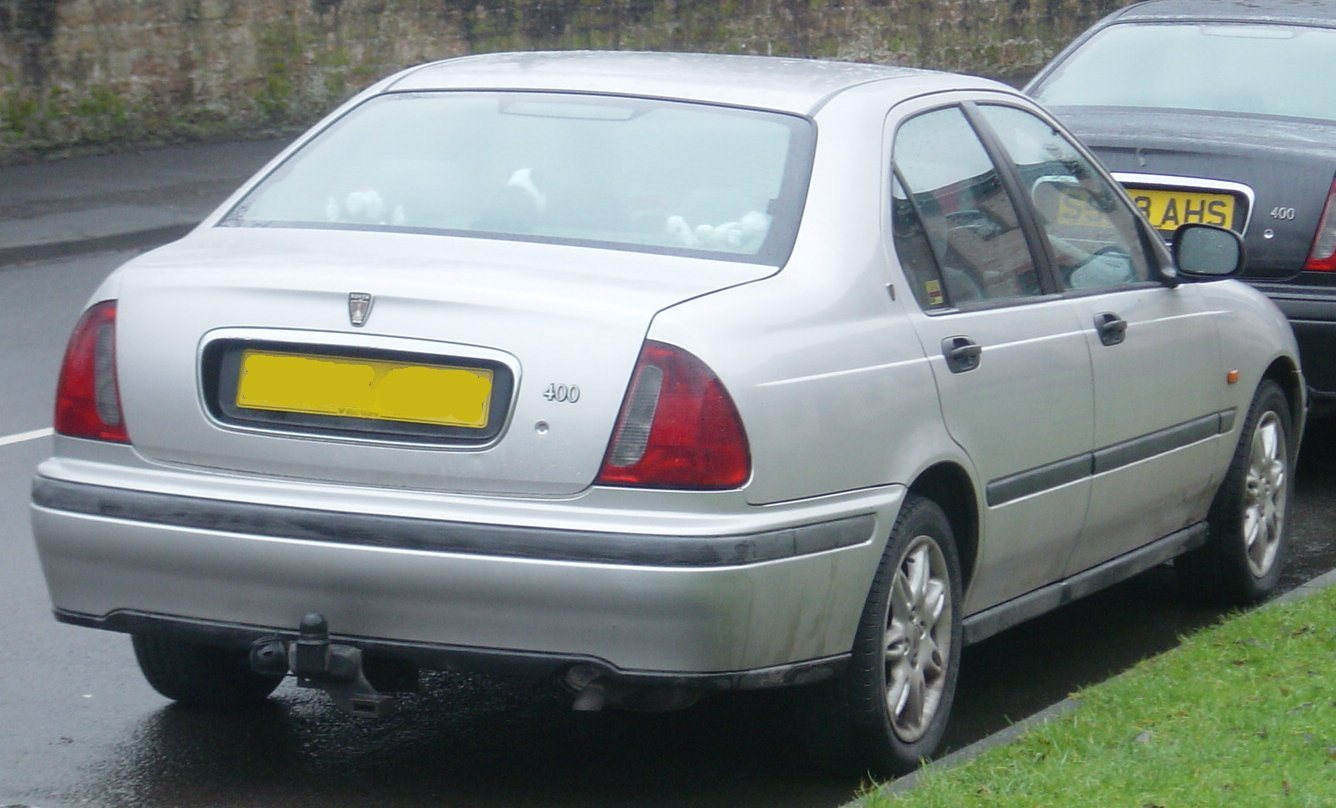
Vue arrière de la Rover 400 Phase 2 4 portes

Elle fut produite de 1990 à 1992.

### Phase 2
Elle fut produite de 1993 à 1995. Les modifications esthétiques concernent principalement la calandre, avec l'adoption d'une calandre type Rover 200, ainsi que le remplacement des bandes de plastique couvrant le bas des portières par de simples baguettes. De même, les pare-chocs sont désormais peints couleur carrosserie.

### Les différentes carrosseries

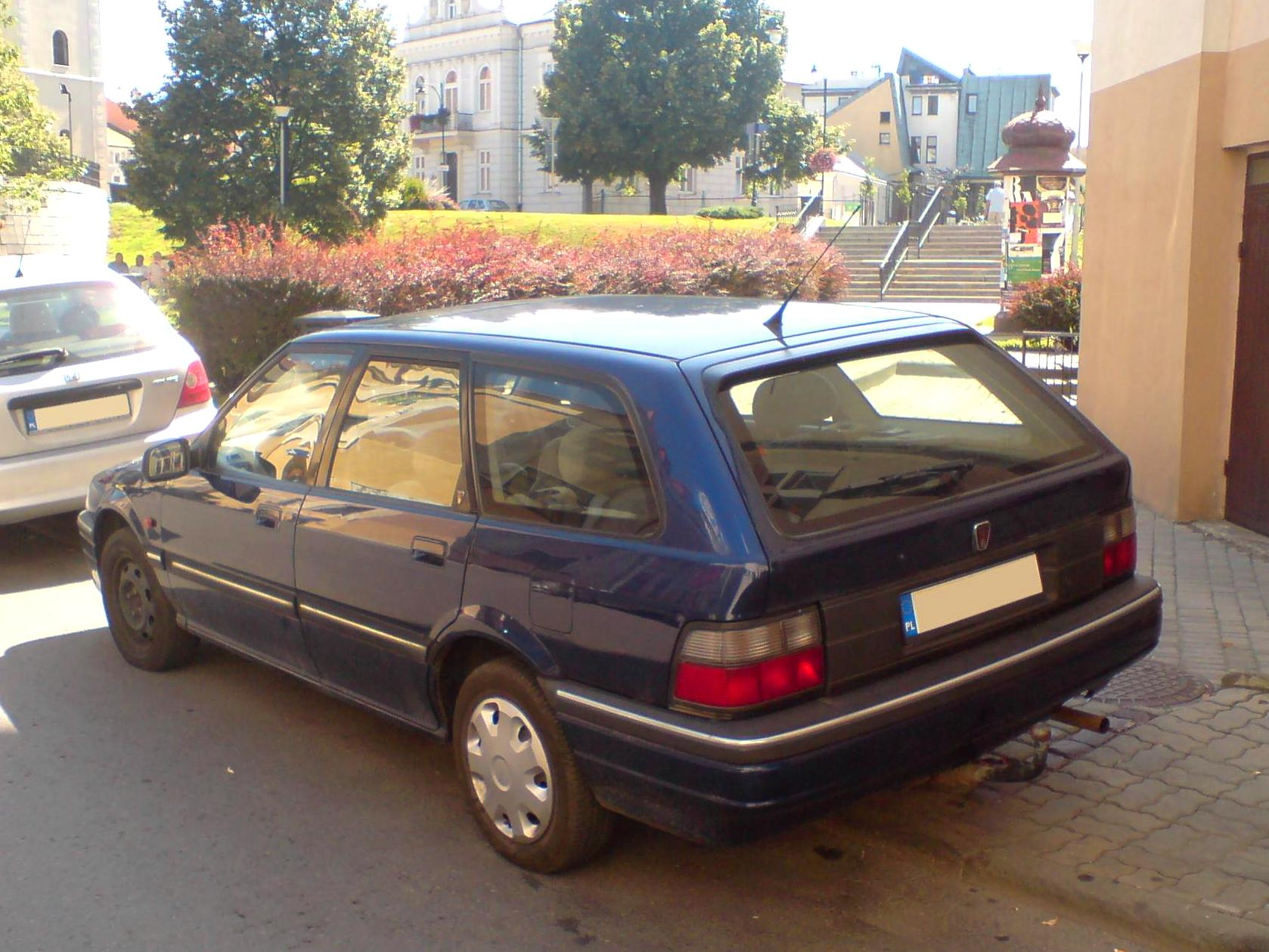
Rover 400 break.

- Berline
- Break

### Motorisations
- 414 : 1.4 série K Rover 14K2D / 14K4C / 14K4D / 14K4F
- 416 : 1.6 Honda D16A6 / D16A7 / D16Z2 / D16A8 / D16A9 D16Z4
- 418TD : 1.8 TD PSA XUD7TE
- 418D : 1.9 D PSA XUD9A
- 420 atmo : 2.0 série T Rover T16
- 420 turbo : 2.0 série T Turbo Rover T16 Turbo

## 2egénération - 400 HH-R(1995 - 1999)
La Rover 400 Type HH-R a été produite de 1995 à 1999 à Longbridge et recevra un restylage en 1997. Elle a été remplacée par la Rover 45.

Rover 400 5 portes
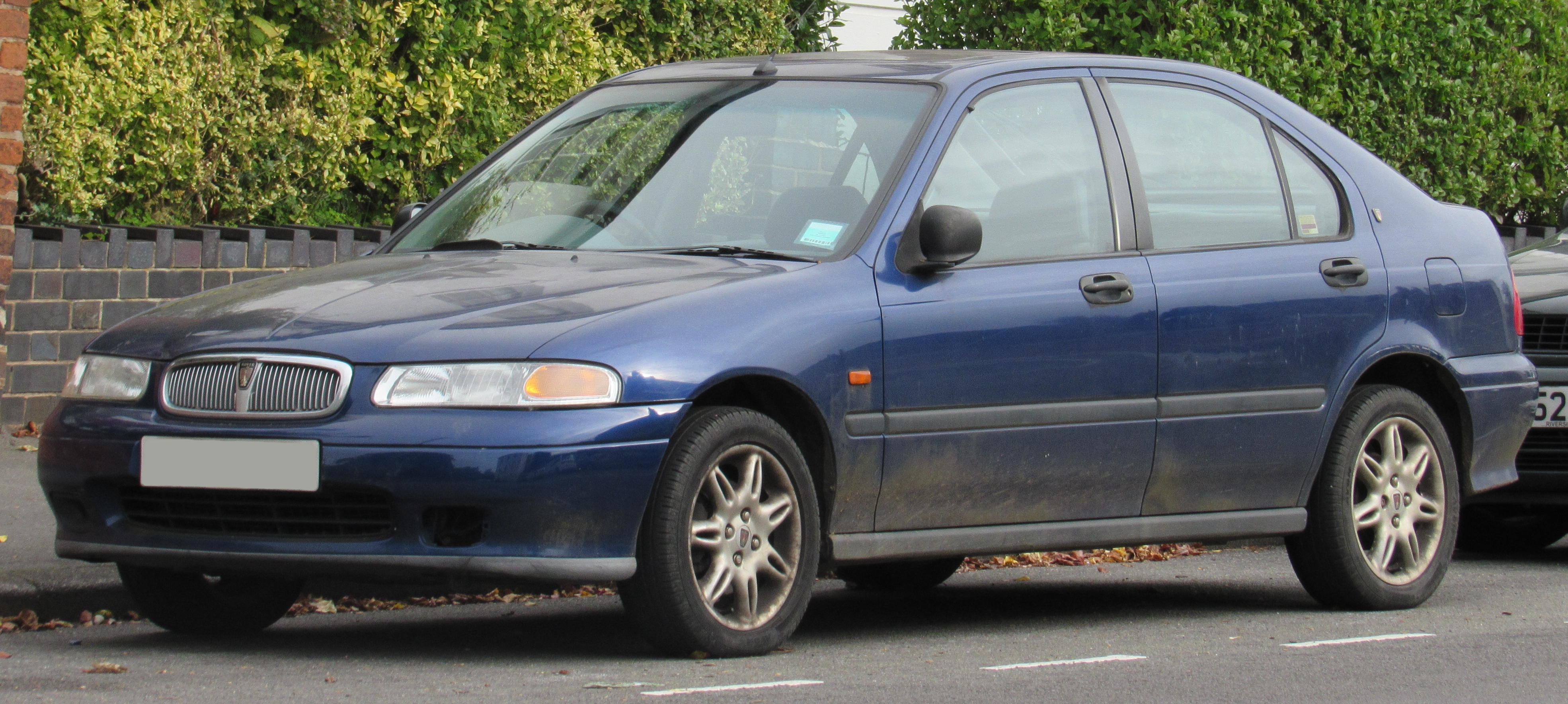
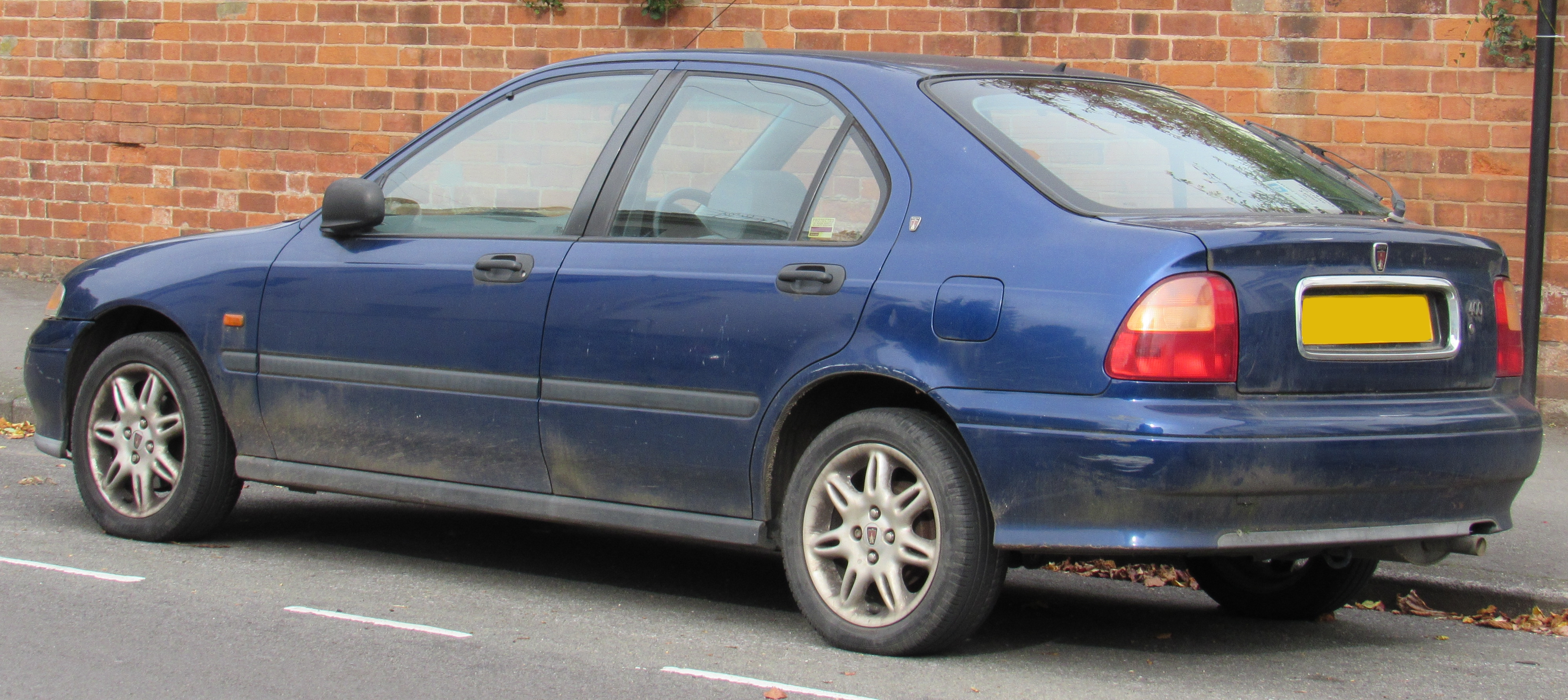

### Phase 1
Elle fut produite de 1995 à 1997.

### Phase 2
Elle fut produite de 1997 à 1999. Les modifications majeurs, au niveau esthétique seront les pare-chocs qui recevront des éléments en plastique, les feux arrière ainsi que la malle seront redessinés.

### Les motorisations
- 414 : 1.4 série K Rover 14K4F, 1396 cm3, 103 cv
- 416 BVM : 1.6 série K Rover 16K4F, 1589 cm3, 112 cv
- 416 BVA : 1.6 Honda D16Y3, 1590 cm3, 113cv
- 420D : 2.0 TDI Perkins (Rover) 20T2N / 20T2R, 1994 cm3, 86 cv
- 420 : 2.0 série T Rover T16, 1994 cm3, 136 cv

### Les évolutions
La 400 n'aura pas droit à de grosses évolutions. On peut simplement mettre en évidence la présence en série de l'airbag conducteur dès 1997, de la climatisation manuelle et de la fermeture centralisée des portes et de l'alarme en série à partir de septembre 1996 ainsi que l'ajout de série des jantes alliages.